# Horatio Allen

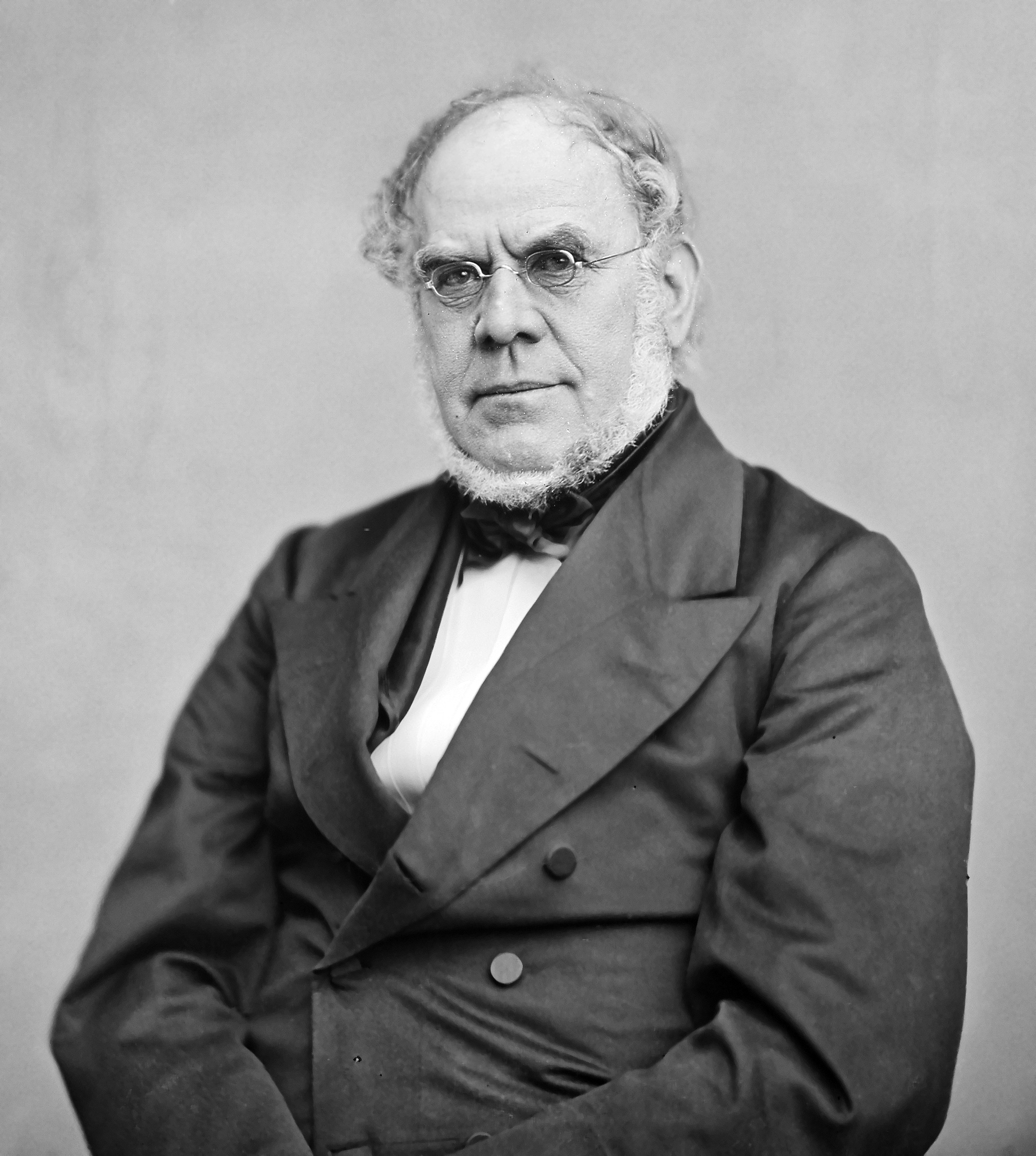
Horatio Allen, zwischen ca. 1860 und ca. 1865, Foto von Mathew B. Brady

Horatio Allen (* 10. Mai 1802 in Schenectady, New York; † 31. Dezember 1889 in South Orange, New Jersey) war ein US-amerikanischer Eisenbahningenieur und Erfinder sowie von 1843 bis 1844 Präsident der Erie Railroad.

## Lebensweg
Allen wurde in Schenectady, New York, geboren; sein Vater, Dr. Benjamin Allen, war Professor für Mathematik und „Natural Philosophy“ am Union College in Schenectady. Horatio Allen schloss 1823 sein Studium an der Columbia University in New York ab und wurde nach einem Jahr bei der „Chesapeake & Delaware Canal“-Gesellschaft zum Assistant Engineer (Hilfsingenieur) der „Delaware and Hudson Canal Company“ (dem Vorgänger der Delaware and Hudson Railway) ernannt. Hier lernte er John B. Jervis kennen. Im Jahr 1827 verließ er die „Delaware and Hudson Canal Company“ und ging nach England, um dort die aufkommende Eisenbahn-Technologie, insbesondere Lokomotiven, zu studieren. Dabei lernte er den britischen Eisenbahn-Ingenieur George Stephenson (1881–1848) kennen. In Großbritannien gab Allen den Bau von vier Dampflokomotiven für die geplante Eisenbahnlinie der „Delaware and Hudson Canal Company“ in Auftrag, drei bei Foster, Rastrick and Company und eine bei Robert Stephenson and Company.
Am 8. August 1829 führte Allen in Honesdale, Pennsylvania, eine Probefahrt auf einer dieser ersten in den USA eingesetzten Dampflokomotiven durch, und zwar mit der „Stourbridge Lion“ von Foster, Rastrick and Company. Die Lokomotive funktionierte zwar, zerstörte aber die von ihr befahrenen Gleise. Die für vier Tonnen schwere Fahrzeuge ausgelegten Gleise waren der 7,5 Tonnen schweren Lokomotive nicht gewachsen, weshalb sie nach einer weiteren Probefahrt am 9. September 1829 nicht mehr genutzt wurde.
Von 1829 bis 1834 war Horatio Allen Chefingenieur der South Carolina Canal and Rail Road Company in Charleston (South Carolina), der – mit etwa 218 km – damals längsten Eisenbahnlinie der Welt. Die „Charleston and Hamburg line“ verband die Atlantik-Küste von South Carolina mit seinem Hinterland und endete am Savannah River, dem Grenzfluss zum US-Bundesstaat Georgia. Allen setzte durch, dass die Züge auf dieser Bahnstrecke anstatt von Pferden von einer der ersten in den USA gebauten Dampflokomotiven gezogen wurden. Diese Dampflokomotive, die „Best Friend of Charleston“, zog am 25. Dezember 1830 den ersten fahrplanmäßigen Personenzug in Amerika. Sie war unter Allens Leitung von der West Point Foundry in New York City entwickelt und gebaut worden und gilt als die erste in den USA für den Verkauf hergestellte Lokomotive. Allen blieb bis 1835 in Charleston; anschließend reisten er und seine Ehefrau Mary M. Simons für drei Jahre im Ausland. Nach ihrer Rückkehr zogen sie nach New York City.
Allen erfand das Drehgestell für Eisenbahnwagen („Swiveling Truck“). Auf Allen soll auch die Festlegung der Eisenbahn-Spurbreite von fünf Fuß (etwa 1,524 Meter) zurückgehen, die sich letztlich jedoch nicht durchgesetzt hat. In der Regel verwendeten die Eisenbahngesellschaften im Norden der USA die englische Spurweite von vier Fuß und 8,5 Zoll (etwa 1,435 Meter), während im Süden der USA zunächst die von Allen eingeführte Spurbreite von fünf Fuß vorherrschte. Trafen Bahnstrecken unterschiedlicher Spurweiten aufeinander, musste in einem zeit- und kostenaufwändigen Verfahren entweder die Fracht umgeladen oder die Waggons umgespurt werden. Bis etwa Mitte der 1860er Jahre war dies jedoch noch kein allzu großes Problem, da die Bahnverkehrsströme zwischen den Nord- und den Südstaaten der USA noch bis nach dem Ende des Sezessionskrieges 1865 recht gering waren. Nach dem Bürgerkrieg jedoch, mit der zunehmenden Industrialisierung sowie dem Ende der Sklavenwirtschaft im Süden, erwiesen sich die unterschiedlichen Spurweiten immer mehr als Hemmnis für den Personen- und Warenverkehr. Die Spurweiten wurden ab Anfang 1886 zunächst auf vier Fuß und neun Zoll (etwa 1,448 Meter) vereinheitlicht. Nur ein knappes Jahrzehnt später konsolidierten sich unter dem Namen „Southern Railway“ (SOU) viele der Eisenbahngesellschaften in den Südstaaten der USA, und die Southern Railway stieg schließlich auf die englische Spurweite von vier Fuß und 8,5 Zoll (etwa 1,435 Meter) um.
Allen war von 1838 bis 1842 leitender Assistenzingenieur des Croton-Aquädukts, des wichtigsten Wasserversorgungssystems für New York City.
Von 1842 bis zu seiner Pensionierung 1970 war Allen Vorsitzender der „New York Novelty Iron Works“, eine bedeutende Maschinenbau-Fabrik, die unter anderem Schiffsdampfmaschinen konstruierte. Sie lieferte die Dampfmaschinen unter anderem für die Artic, die im Februar 1852 das Blaue Band gewann, die Auszeichnung für das schnellste Passagierschiff auf der Transatlantikroute zwischen Europa und New York, und die am 27. September 1854 nach einer Schiffskollision sank. Horatio Allens Bruder George F. Allen überlebte den Untergang der Artic, aber dessen Ehefrau, ihr junger Sohn und mehrere andere Angehörige kamen dabei ums Leben.
Horatio Allen war als ausführender Ingenieur am Bau des am 14. Juli 1853 eröffneten New York Crystal Palace beteiligt.
Allen war zudem zeitweilig Chefingenieur und  – von 1843 bis 1844 – Präsident der Erie-Eisenbahngesellschaft, ferner beratender Ingenieur für die Panama-Eisenbahn und für die Brooklyn Bridge und 1872/1873 Präsident der „American Society of Civil Engineers“. In seinen späteren Lebensjahren widmete sich Allen auch der Astronomie. Dafür verfasste er ein Lehrbuch und konstruierte mehrere Instrumente. Er starb am 31. Dezember 1889 im Alter von 87 Jahren und wurde auf dem Rosedale Cemetery in Orange, Essex County, New Jersey, beigesetzt.

## Ehrungen

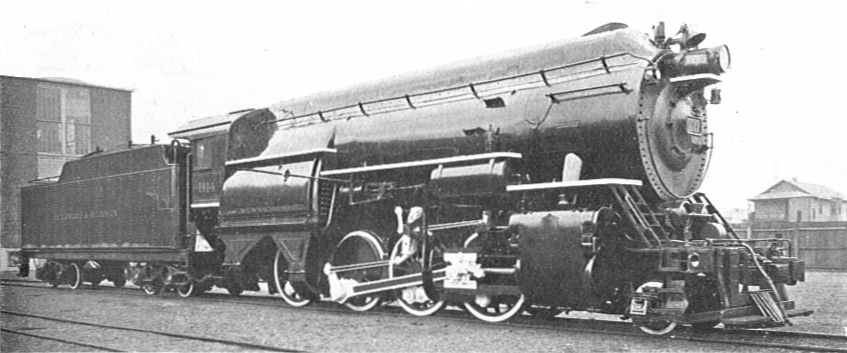
D&H-Hochdruck-Dampflokomotive „Horatio Allen“ von 1924